# Львов-2
«Львов-2» — украинский футбольный клуб, представляющий город Львов. Является фарм-клубом команды «Львов». С 2009 года выступал во Второй лиге Украины.

## История
Команда была основана под названием «Княжа» по инициативе главы правления страховой компании «Княжа» Юрия Киндзерского в его родном городе Добромиль (Львовская область). Детские команды клуба принимали участие в чемпионатах ДЮФЛ. Взрослая команда «Княжа» выступала в чемпионате области. В сезоне 2006 команда принимала участие в розыгрыше кубка Украины среди любителей, где в 1/4 финала минимально уступила будущему обладателю кубка «Карпатам» (Каменка-Бугская). В сезоне 2008 года «Княжа» снялась с чемпионата области после 10 тура.
В 2008 году футбольный клуб «Львов», президентом которого также являлся Юрий Киндзерский, завоевал право выступать в премьер-лиге. По регламенту, клубы премьер-лиги должны делегировать команды для участия в молодёжном первенстве. Таким образом ФК «Львов» на основе любителей из Добромиля организовал свою молодёжную команду ФК «Львов-U21». В первенстве 2008/09 молодёжка заняла 13-е место. Сам же ФК «Львов» в премьер-лиге 2008/09 занял предпоследнее место и выбыл. В результате этого молодёжная команда осталась без турнира и было принято решение заявить её для участия во второй украинской лиге под названием ФК «Львов-2». С 2018 года, в связи с выходом основной команды в Премьер-лигу выступает в молодёжном чемпионате Украины по футболу.

## Прежние названия
- до 2008: «Княжа» Добромиль
- 2008—2009: ФК «Львов-U21»
- c 2009: ФК «Львов-2»

## Главные тренеры
- Михаил Токарь (2009—2010)